# هني-إن-ذا-هيلز
هني-إن-ذا-هيلز (بالإنجليزية: Howey-in-the-Hills)‏ هي مدينة أمريكية تقع في ولاية فلوريدا. تبلغ مساحة هذه المدينة 4.8 (كم²)،ويبلغ عدد سكانها 956 نسمة حسب إحصاء سنة 2010 م 956.